# Max Graham

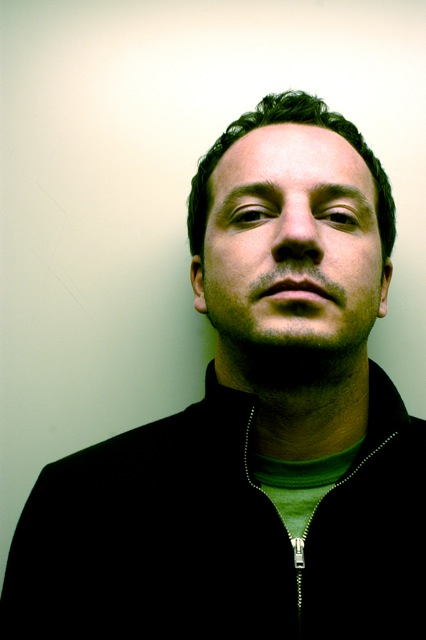
Max Graham

Max Graham (* 1971 in London) ist ein britischer Trance-DJ und -Produzent.

## Leben und Wirken
Graham wuchs in Spanien und den USA auf, 1989 wanderte er nach Kanada aus. In den 1990er Jahren arbeitete er als DJ in dem bekannten Nachtclub Atomic in Ottawa.
Seine Karriere als Produzent begann im Jahr 2000 mit der Veröffentlichung der Tracks Airtight und Tell You. Auf das internationale Echo hin, das er damit hervorrief, wurde er 2001 eingeladen, die bekannte CD-Rom-Serie Transport zu remixen. Eine Welttournee folgte.
Danach nahm sich Graham eine Schaffenspause. Ende 2004 entstand sein international erfolgreicher Hit Owner Of A Lonely Heart. Der Song sampelt den gleichnamigen Hit der Band Yes aus dem Jahr 1983. Mit der Single erreichte Graham in Großbritannien die Top Ten der Charts.
Für das Plattenlabel DMC entstand 2005 ein Mixalbum. Zwei weitere Songs von Graham wurden auf dem Plattenlabel Little Mountain Recordings veröffentlicht.

## Diskografie

### Alben
- 2010: Radio

### Singles
- 2000: Backdraft
- 2000: Love the Bomb (vs. Starecase)
- 2001: Falling Together
- 2001: Shoreline / Bar None
- 2001: Sepia / Dying to Survive
- 2001: Airtight / Yaletown
- 2002: Tell You
- 2004: Coastline
- 2005: Automatic Weapon / Does She Know Yet
- 2005: Owner of a Lonely Heart (vs. Yes)
- 2006: Crank
- 2006: Space Disco / Cosmic Funk
- 2007: Turkish Delight / Carbine
- 2007: Smack
- 2010: Nothing Else Matters (feat. Ana Criado)
- 2012: Down to Nothing (mit Susana)